# Drone (zene)
A drone („zúgás”, „zsongás”) egy minimalista zenei stílus, amelyben a zene alapját hosszan (akár több percen vagy órán át) kitartott vagy ismételt, rendszerint mély (basszus vagy még inkább szubbasszus jellegű) hangok vagy hang-klaszterek képezik. Ezeket a hangokat szintén drónoknak nevezik. A drónok előállíthatóak - például - fúvósokkal, elektronikus hangszerekkel (szintetizátor, sampler), vagy lehetnek légköri jellegű zörejek is akár. A drone, mint modern stílus, amelynek uralkodó irányzata a drone ambient, jellemzően nélkülözi a ritmust, és többnyire a hagyományos értelemben vett dallamot is. Azonban drónok előfordulhatnak ritmusos-dallamos, nem drone jellegű zenékben is (mint pl. az indiai népzene).

## Leírás
A zenében a drone egy harmonikus vagy monofonikus effekt vagy kíséret ahol egy hang vagy akkord folyamatosan szól az egész mű alatt. Egy drone effekt elérhető egy kitartott hangon keresztül vagy a hang ismétlésével. Egy drone lehet hangszeres, vokális vagy mindkettő. A drone zenei elem használata eredetileg az ősi Délnyugat-Ázsiából ered majd onnan terjedt el Indiából, majd Európába. Az indiai zenében is él és tamburával vagy egyéb indiai hangszerrel játsszák mint pl. ektara, dotara.
Jellemzők rá a hosszú művek, kevés harmonikus variációval. Megtalálható a világ sok részén olyan hangszer ami ilyen zene készítésére alkalmas pl. az ausztráliai didgeridoo, Dél-Indiai tambura, Japán gagaku. De lehet szintetizátorral is drone hangképeket alkotni. A modern Drone zene illeszkedik a minimalista zenéhez, ambient-hez. Sűrű és mozdulatlan harmóniákat hoznak létre.

## Drone a modern zenében
La Monte Young az elsők közt volt a műfaj megteremtésében az 1960-as években. 2000-ben ezt írta La Monte Young: „a műfaj amit létrehoztam, a kitartott hangok, a minimálzene ezen ágában drone-ként is ismert egy termékeny területe a kutatásnak”. La Monte Young sok indiai hangszert használt a zenéjében illetve dolgozott indiai zenészekkel. A Well-tuned piano című műve azonban eltér a többitől.
Phill Niblock amerikai zeneszerző és drone guru. Phill Niblock 1968 óta alkot. Nem tanult zeneszerzést. Minden művére jellemző, hogy ösztönösen szerezte nem pedig szisztematikusan. A műveire jellemző a hosszúság. (20-30 perc) Klasszikus hangszerekre és szintetizátorra is írt és ír műveket amik 4,8 vagy 16 szólamúak. A műveket igen sűrű hangszövetek jellemzik, gyakran atonális hangolásúak. A hosszú szólamok rétegei kismértékben térnek el a hangmagasságban. Létrejönnek a felhang motívumok és egyéb pszicho akusztikus effektek.
Robert Rich kaliforniai elektronikus zeneszerző egy korai művében elsők közt alkotott elektronikus drone zenét. Ezek az 1983-ban készült Trances, drones című művei.

## Zeneszerzők
- La Monte Young
- Marian Zazeela
- Tony Conrad
- Angus Maclise
- John Cale
- Charlemagne Palestine
- Eliane Radigue
- Phill Niblock
- Mirror
- Emeralds
- Troum